# I Threw It All Away
I Threw It All Away – piosenka skomponowana przez Boba Dylana, nagrana przez niego w lutym 1969 i wydana na albumie Nashville Skyline oraz na singlu w kwietniu 1969 r.

## Historia i charakter utworu
Utwór ten został nagrany na pierwszej sesji do albumu 13 lutego 1969 r. Plonem tej sesji były także: „To Be Alone with You”, „One More Night”, pierwsza wersja „Lay Lady Lay”, tajemniczny „Blues” oraz jeden nieznany utwór.
Dylan nie miał nawet ukończonych słów do większości utworów, więc nagrywał je po 8, a nawet 10 razy. Ponieważ „I Threw It All Away” posiadało słowa już ukończone, piosenka ta została nagrana stosunkowo szybko, bo w zaledwie 4 podejściach.
Jest to kolejna miłosna piosenka albumu. Od innych miłosnych kompozycji Dylana różni się jednak dwoma ważnymi elementami.
- Jest to pierwszy utwór Dylana, w którym winę za nieudany związek miłosny bierze na siebie. Do tej pory oskarżał swoje partnerki.
- Poetyka piosenki jest mieszaniną kiczowatych, patetycznych i wytartych zwrotów[2]. Mimo tego, utwór ten, chyba tylko dzięki połączeniu go z muzyką country, radzi sobie zupełnie dobrze. W połączeniu z innym rodzajem muzyki piosenka zapewne przepadłaby całkowicie.

Na singlu piosenka ta została uzupełniona na stronie B kompozycją „Drifter’s Escape” z albumu John Wesley Harding

## Muzycy
- Bob Dylan – gitara, harmonijka, wokal, pianino
- Charlie McCoy – gitara basowa
- Kenneth Buttrey – perkusja
- Pete Drake – elektryczna gitara hawajska
- Norman Blake – gitara
- Charlie Daniels – gitara
- Bob Wilson – pianino

## Koncerty, sesje na których Dylan wykonywał utwór
- Dylan wykonał tę piosenkę w programie Johnny’ego Casha dla stacji ABC – „Johnny Cash Show” – 1 maja 1969 r.
- Rockową wersję zaprezentował podczas drugiej części „Rolling Thunder Revue” w 1976 r.
- Powrócił do tej piosenki w czasie tournée w 1978 r.
- Na kolejne koncertowe wykonania piosenki trzeba było czekać do 1998 r.
- Akustyczną wersję wykonywał w 2002 r.

## Wersje innych artystów
- Cher – 3614 Jackson Highway (1969)
- Peter Isaacson – Sings the Songs of Dylan, Donovan (1971)
- John Schroder – Dylan Vibrations (1971)
- Yo La Tengo – President Yo La Tengo (1989)
- George Fox – With All My Might (1990)
- Elvis Costello – Kajak Variety (1995)
- Nick Cave na albumie różnych wykonawców To Have and to Hold (1997)
- Ramblin’ Jack Elliott – Kerouac’s Last Dream (1997)
- Insol – Insol 1998
- Jimmy LaFavre – Trail (1999)
- Pat Nevins – Shakey Zimmerman (2003)

## Dyskografia
Singiel
- „I Threw It All Away”/„Drifter’s Escape” (04. 1969)

Albumy
- Hard Rain (1976)

## Listy przebojów
| Rok           | Singel                | Lista              | Pozycja |
| ------------- | --------------------- | ------------------ | ------- |
| kwiecień 1969 | „I Threw It All Away” | Billboard. Hot 100 | 85      |
| kwiecień 1969 | „I Threw It All Away” | UK Chart           | 30      |